# 日本—俄罗斯关系

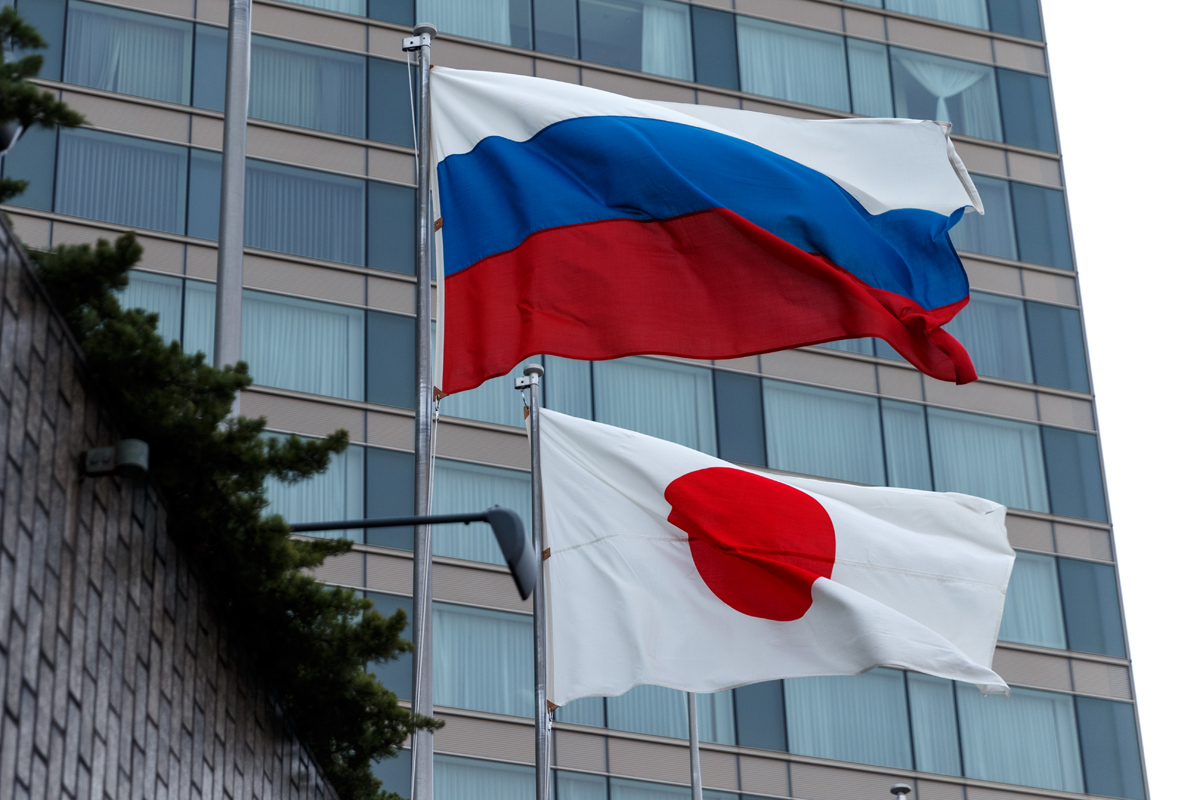
俄日兩國國旗，攝於2017年3月20日俄日防長會談期間

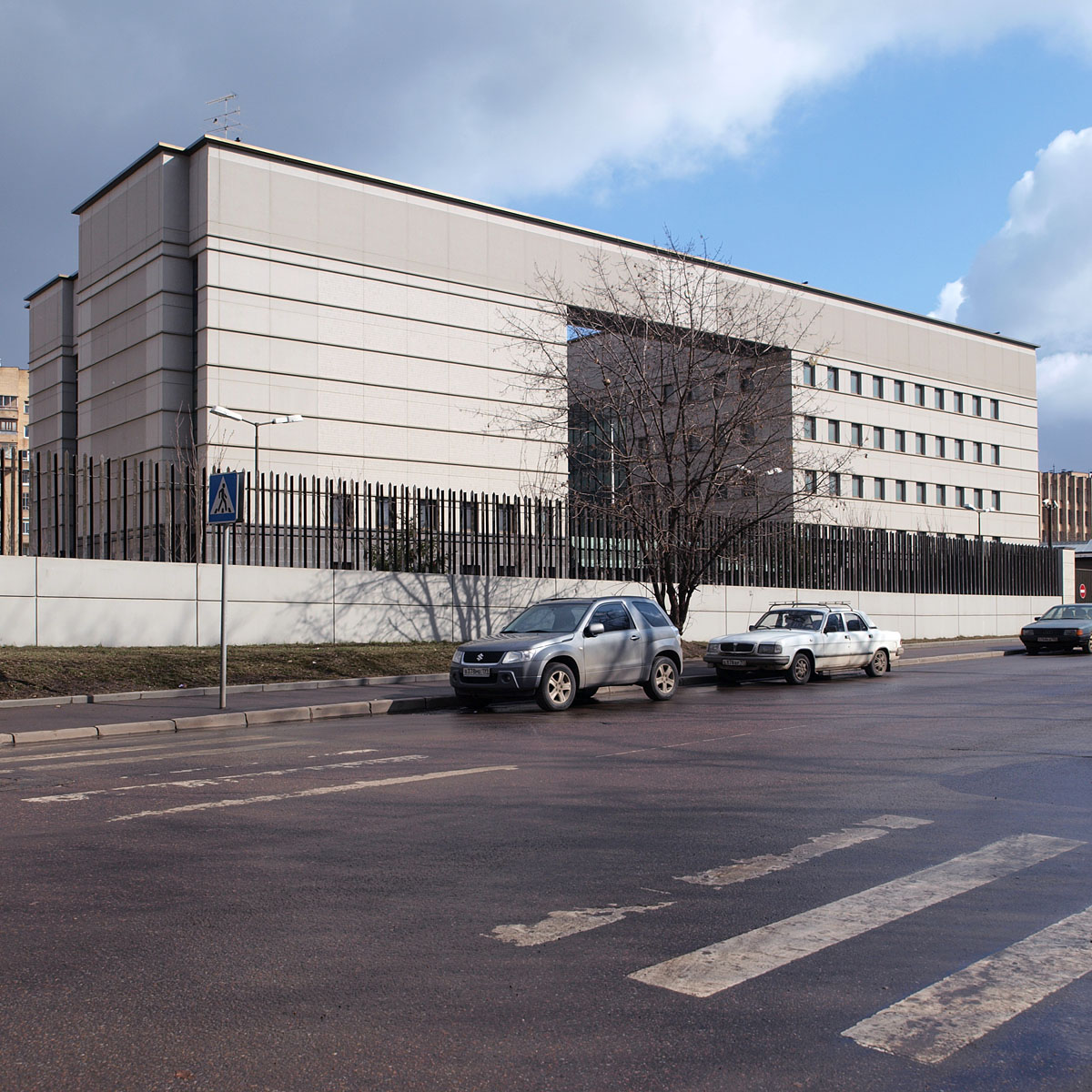
位於莫斯科的日本駐俄羅斯大使館

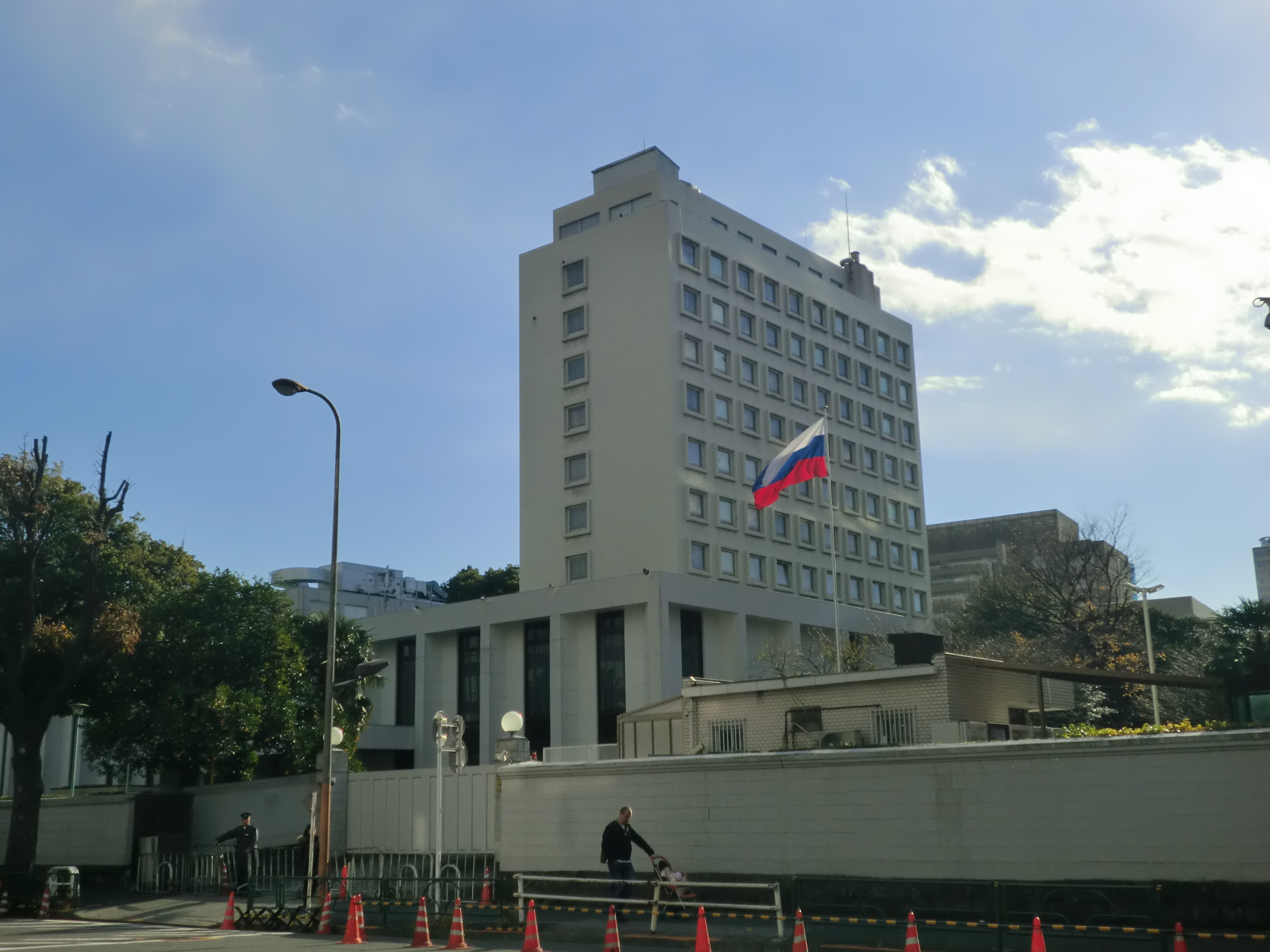
位於东京的俄羅斯駐日大使館

日俄關係（日语：日露関係），或稱俄日關係（俄语：Российско-японские отношения）是指日本與俄羅斯兩國間的雙邊關係，包括歷史上大日本帝国與俄罗斯帝国的關係、以及日苏关系。兩國雖有正式外交關係，但對於二战後發生的南千岛群岛主權爭議（北方領土問題）尚未达成统一意见，此争端也恶化了两国之间的关系。根据2012年皮尤研究中心的调查，只有22％的日本人对俄罗斯的印象较好，72％的日本人不认为俄罗斯很亲切。

## 歷史
早在1783年就有日本船員大黑屋光太夫因為船難漂流至俄羅斯領土，從而產生了交流接觸，甚至覲見了叶卡捷琳娜二世大帝，之後的鎖國時期也偶有日俄間商船來往。
20世紀初期明治維新後的日本把俄羅斯當作是首先展開正面衝突的西方國家，發生大日本帝國和俄羅斯帝國為爭奪在朝鮮半島和中國東北地區的影響力的戰爭。1904年至1905年的日俄戰爭促成日本在東北亞取得軍事優勢，並取得在朝鮮、中國東北駐軍的權利，令俄羅斯於此的拓展受阻撓，先後消滅俄羅斯兩個艦隊，日本此後並以亞洲的一等國自居，民族主義迅速上升。然而二戰後期日本失利，當時為俄羅斯繼承政權的蘇聯趁機在東亞反攻，一舉消滅大批日本陸軍，並奪得南千岛群岛。
戰後的冷戰格局中，由於意識形態及制度上的對立，日本和蘇聯數十年間的交流不太密切，並有潛在敵對關係，日本並將90式坦克等新型武器佈署在北海道方面，預設會與俄羅斯發生地面戰的可能性；儘管如此，兩國仍在1956年簽署《日蘇共同宣言》恢復邦交。
1976年9月6日，蘇聯飛官維克多·別連科駕駛米格-25降落在函館機場投誠，後移居美國。
冷戰結束後，日俄雙方關係有所緩和，俄方並表示南千岛群岛中的兩島可以有談判空間。
1991年蘇聯解體後，日本與繼承蘇聯的俄羅斯聯邦繼續維持外交關係。
1993年俄國總統葉爾欽訪問日本，與首相細川護熙舉行會談，並簽署東京宣言。
1995年2月，時任聖彼得堡副市長的普丁訪問日本。
2013年4月，日本首相安倍晋三与俄羅斯总统普京在索契举行了会谈，其後发表联合声明，表示“将以双方都能接受的办法”解决两国在南千岛群岛上的争端。
2018年11月14日，安倍和普京在新加坡会晤，商定依据《日苏共同宣言》加快日俄和平条约谈判进程。俄罗斯总统新闻秘书德米特里·佩斯科夫随后澄清，俄日商定以共同宣言为依据讨论领土争端，不意味着俄方将向日方“自动”移交争议岛屿。
2022年2月俄羅斯入侵烏克蘭後，日本跟隨歐美一同對俄國進行制裁。同年3月7日，俄羅斯聯邦政府通過對其採取「不友善舉動」的國家與地區名單，而日本也被列入其中。3月21日，俄罗斯外交部表示，由于日本參與制裁俄羅斯，俄方決定退出与日本签订二次大战和平条约的谈判，并冻结双方与千岛群岛争议性领土相关的联合经济计划。3月25日，3,000余名俄军及数百辆战斗和特种装备参加在南千岛群岛举行的军事演习。
2022年9月，俄羅斯聯邦安全局聲稱抓獲一名進行「間諜活動」的日本外交官，即日本駐海參崴領事元樹辰典（Motoka Tatsunori），而俄國當局已經將該名外交官列為不受歡迎人物，並且下令要該名人員於48小時內離開俄羅斯，同時透過外交管道向日本提出抗議。日本方面指出指出俄方拘留、審訊行為已經明顯違反了《維也納公約》，並表示這是令人非常遺憾且不能接受的，而日方也對俄羅斯表達強烈抗議。10月4日，日本外務省宣布驱逐俄罗斯驻札幌领事和列为不受欢迎人物，并下令在10月10日之前离开日本，作为对俄罗斯行动的相应措施。
2023年6月25日，俄罗斯总统普京签署新法令，宣布將9月3日俄罗斯军人荣誉日改为反日本军国主义战争胜利纪念日暨二战结束纪念日。俄羅斯方面表示，俄罗斯开展特别軍事行动后，日本方面与西方联合发起俄日历史上史无前例的不友好行动。9月3日纪念日名称的改动就是反制措施之一。
2025年3月3日，俄罗斯外交部以日本政府就特别军事行动对俄持续制裁為由无限期禁止包括日本外相岩屋毅等人在內的9名日本公民入境俄罗斯。

## 經濟
日本受限於國內資源能源稀少和消費市場飽和，學界一直有和俄羅斯發展關係的建議，希望能就近取得俄的天然資源以避免從遠方運輸的困境。然而美俄的對立關係依然存在，日本也不得跳脫此一框架。2014年後烏克蘭危機日本選擇和美國一起對俄羅斯制裁，使得稍有和緩的關係惡化。俄軍隨後在遠東與中國解放軍展開聯合軍演，兩個月後又在南千岛群岛舉行陸海空軍演並宣布建設大型軍事基地，永久駐軍。雙方多項經濟交流暫停。2022年6月7日，俄羅斯外交部表示中止1998年簽署的讓日本漁船在南千島群島附近捕魚的漁業協定。

## 外交代表機構
日本與俄羅斯互相設立大使館及領事館等外交代表機構：
- 日本駐俄羅斯大使館：設於莫斯科克拉斯諾斯爾斯基區，領務轄區包括莫斯科及下列總領事館以外的所有轄區。
  - 日本駐海參威總領事館：設於海參威，領務轄區包括堪察加邊疆區、馬加丹州、科里亞克區。
  - 日本駐聖彼得堡總領事館：設於聖彼得堡，領務轄區包括圣彼得堡、列寧格勒州。
  - 日本駐伯力總領事館：設於伯力（哈巴羅夫斯克），領務轄區包括伯力、布里亞特共和國、萨哈共和国、哈巴罗夫斯克边疆区、阿穆爾州、伊爾庫茨克州、赤塔州、猶太自治州。
  - 日本駐南萨哈林斯克總領事館：設於南萨哈林斯克，領務轄區包括萨哈林州。

- 俄羅斯駐日本大使館：設於東京都港區麻布台，領務轄區包括東京都及下列總領事館以外的所有轄區[16]。
  - 俄羅斯駐札幌總領事館：設於北海道札幌市，領務轄區包括北海道、青森縣及岩手縣，另於函館市設有分部[16]。
  - 俄羅斯駐新潟總領事館：設於新潟縣新潟市，領務轄區包括新潟縣、秋田縣、山形縣、富山縣、石川縣及福井縣[16]。
  - 俄羅斯駐大阪總領事館：設於大阪府豐中市，領務轄區包括大阪府、愛知縣、岐阜縣、三重縣、滋賀縣、京都府、和歌山縣、奈良縣、兵庫縣、岡山縣、鳥取縣及廣島縣[16]。

## 旅游

### 簽證

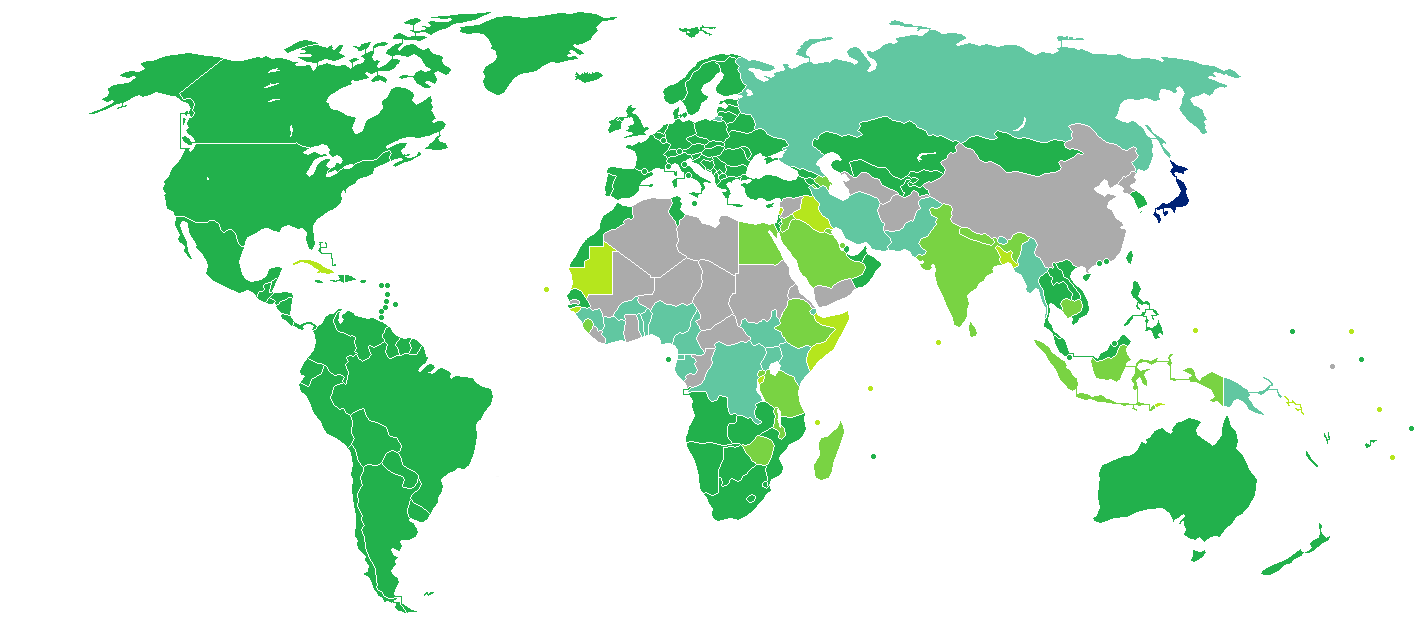
持日本護照的日本公民可以以电子签证的方式入境俄羅斯。

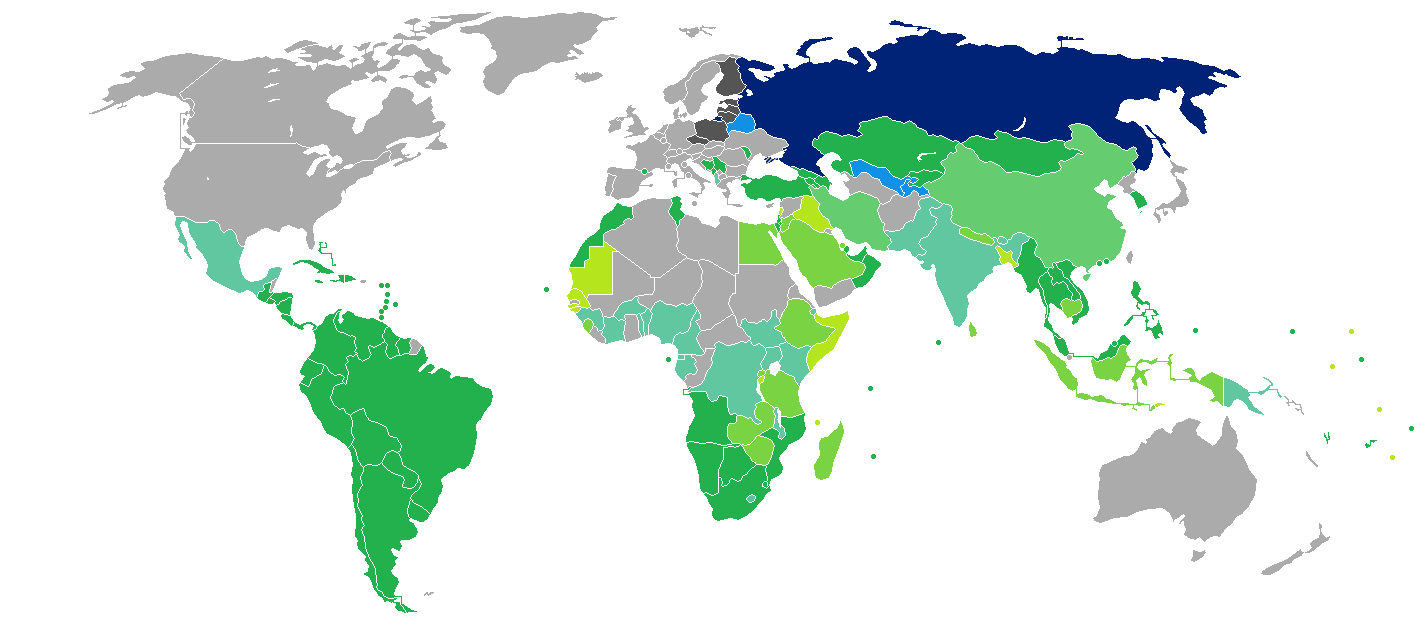
持俄羅斯護照的俄羅斯公民必須申請簽證方可入境日本。

2019年，俄羅斯政府對於持有日本護照的日本公民增列滨海边疆区（海參崴自由港區）、外貝加爾邊疆區、哈巴罗夫斯克边疆区、堪察加邊疆區、布里亞特共和國、楚科奇自治区、阿穆尔州、萨哈林州、加里宁格勒州、列宁格勒州、圣彼得堡等區域可以電子簽證入境。免簽證費、邀請函、其他佐證文件，停留最多8天，但僅能在獲准入境區域內活動，不得跨區移動。
俄羅斯於2021年1月1日起對持有日本護照的日本公民簽發全境適用的電子簽證，最多停留16天。
持有俄羅斯護照的俄羅斯公民必須申請簽證方可入境日本。但有鉴于日俄交流频繁，日本政府近年亦放宽了对俄罗斯公民的签证申请程序，包括簡化俄罗斯公民赴日留学簽證申請程序、为俄罗斯公民签发多次入境簽证等。